# Kozarica (Mljet)
Kozarica falu Horvátországban, Dubrovnik-Neretva megyében. Közigazgatásilag Mljethez tartozik.

## Fekvése
Dubrovnik városától légvonalban 53 km-re északnyugatra, községközpontjától légvonalban 8, közúton 13 km-re északnyugatra, a Mljet szigetének közép-nyugati részén, az északi parton fekszik. 

## Története
Kozaricát 1926-ban Blato lakói alapították, eredetileg Blato kikötője volt. Lakosságát 1948-ban számlálták meg először, ekkor 14-en lakták. 2011-ben 28 lakosa volt. A településnek üdülőfalu jellege van stranddal, magánszállásokkal, vendéglátó egységekkel.

## Népesség
| Lakosság változása | Lakosság változása | Lakosság változása | Lakosság változása | Lakosság változása | Lakosság változása | Lakosság változása | Lakosság változása | Lakosság változása | Lakosság változása | Lakosság változása | Lakosság változása | Lakosság változása | Lakosság változása | Lakosság változása | Lakosság változása |
| ------------------ | ------------------ | ------------------ | ------------------ | ------------------ | ------------------ | ------------------ | ------------------ | ------------------ | ------------------ | ------------------ | ------------------ | ------------------ | ------------------ | ------------------ | ------------------ |
| 1857               | 1869               | 1880               | 1890               | 1900               | 1910               | 1921               | 1931               | 1948               | 1953               | 1961               | 1971               | 1981               | 1991               | 2001               | 2011               |
| 0                  | 0                  | 0                  | 0                  | 0                  | 0                  | 0                  | 0                  | 14                 | 29                 | 30                 | 27                 | 34                 | 32                 | 28                 | 28                 |